# Aşağı Yağləvənd
Aşağı Yağləvənd è un comune dell'Azerbaigian situato nel distretto di Füzuli. Conta una popolazione di 2 191 abitanti.